# Кеми
Ке́ми (фин. Kemi, швед. Kemi, северносаам. Giepma) — городская коммуна в Финляндии, в провинции Лаппи. Расположена на побережье Ботнического залива, близ устья реки Кемийоки, недалеко от города Торнио.
Коммуна Кеми занимает площадь 747,44 км² из которых только 102,59 км² площадь земли, остальное приходится на прибрежные воды залива и водоёмы.
Население коммуны составляет 22 581 человек.

## История
Кеми был основан в 1869 году по указу императора Александра II, чтобы обеспечить выход в залив.
В 1883 году был основан целлюлозный завод, а производство целлюлозы началось с 1927 года.
В 1922 году был основан целлюлозно-бумажный комбинат Вейтсилуото (Veitsiluoto). В 2021 году компания Stora Enso объявила о закрытии комбината Вейтсилуото, на котором работают около 670 человек, из которых 530 работают в бумажном подразделении Stora Enso и 140 — в обслуживающей компании Efora. По заявлению компании лесопильный завод Вейтсилуото, на котором работает 50 человек, продолжит свою работу.

## Коммуна

### Районы
В Кеми выделяются такие крупные районы, как Саувосаари, Койвухарью, Кивикко, Сювякангас и Хепола. Центр Кеми расположен в Саувосаари.

## Экономика
Основу экономики города составляет производство бумаги и картона.
Развивается туристический бизнес с акцентом на более интенсивное привлечение туристов из России.

## Транспорт

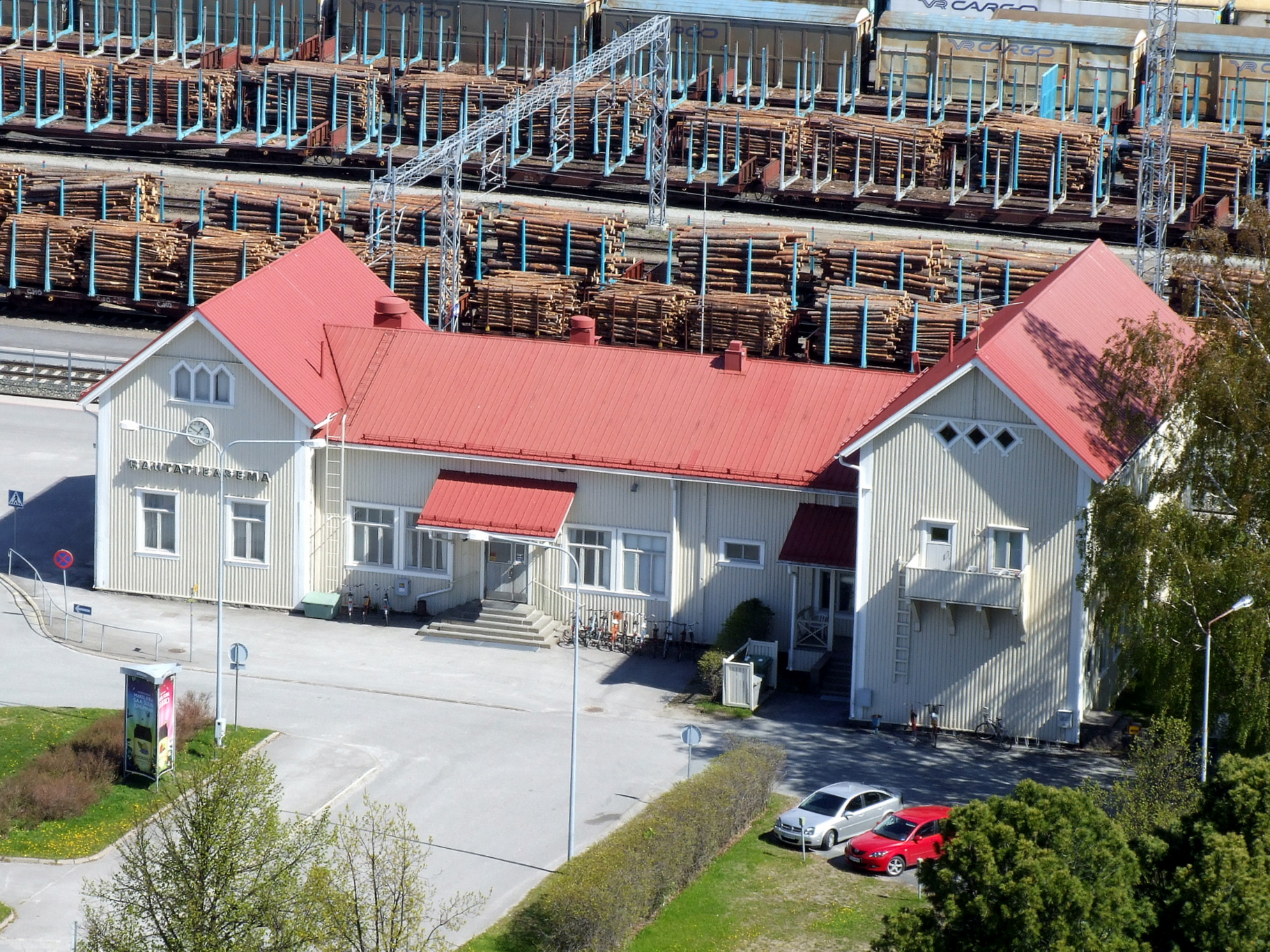
Железнодорожная станция Кеми

Железнодорожная станция Кеми — промежуточная на ветке от Оулу — Рованиеми и Оулу — Торнио. Управляется государственной железнодорожной компанией VR.
Через Кеми проходит автомагистраль 4 (фин. Valtatie 4) и европейские маршруты E8 и E75.
Рядом с городом расположен совместный с соседним городом аэропорт Кеми-Торнио.

## Образование
В 1992 году в городе был открыт университет прикладных наук Кеми-Торнио. Университет развивался в основном в направлении дистанционного образования, ввиду малой численности населения двух городов.
В 2014 году на базе университета был создан Лапландский университет прикладных наук.

## Достопримечательности

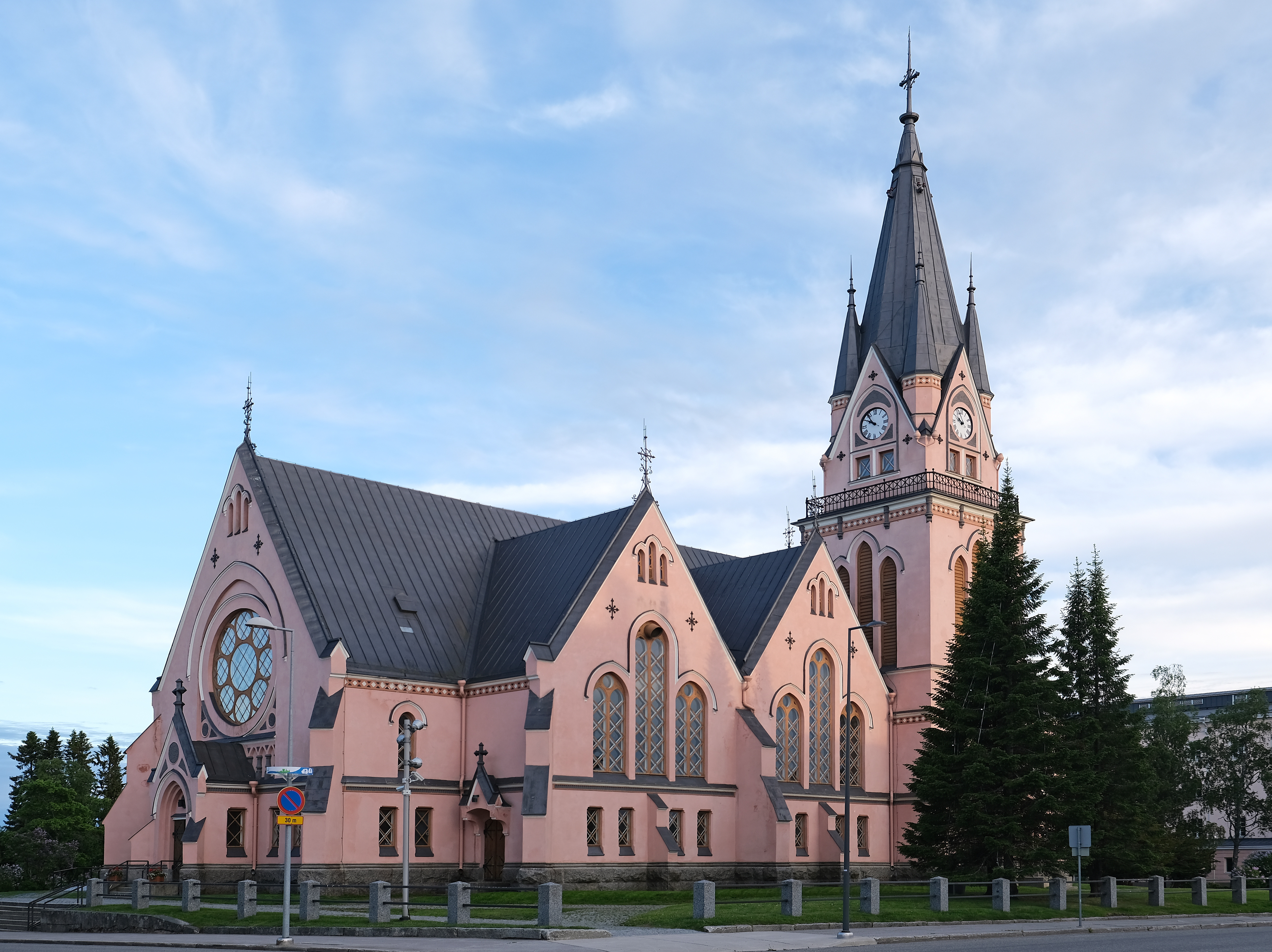
Лютеранская церковь, построена в 1902 году

Город Кеми представляет собой большой интерес с точки зрения развития туризма.
Особое место в городе занимает морская тематика. Морской парк представляет собой крупный музейный комплекс, а также на приколе в порту города выставлены ледокол «Сампо» и парусное судно Jähti, построенное по образцам судов XIX века. В городе имеется крупный культурный центр, в котором собраны художественный музей, театр и исторический музей с галереей драгоценных камней.
В городе присутствуют религиозные сооружения различных периодов. Так, лютеранская церковь Кеми была построена в 1902 году в неоготическом стиле. Православный храм Рождества Иоанна Предтечи был построен в 1962 году в русском стиле.
Ежегодно в городе выстраивается ледяной отель «Снежный замок» (LumiLinna), который является крупнейшим в мире.
Интересным с точки зрения истории и архитектуры представляется также здание городской ратуши, высотой в 52 метра.

## Известные жители
- Тони Какко, вокалист группы Sonata Arctica.
- Томми Портимо, музыкант группы Sonata Arctica.

## Города-побратимы
- Тромсё (Норвегия, с 1940)
- Липтовски Микулаш (Словакия)
- Ньютаунардс (Северная Ирландия)
- Секешфехервар (Венгрия)
- Висмар (Германия)

В 2022 году Кеми объявили о приостановке побратимский связей с Волгоградом из-за вторжения России на Украину.